# Маймонид
Моше́ бен Маймо́н (ивр. משה בן מימון‎), известный также как Моисе́й Маймони́д (греч. Μωυσής Μαϊμονίδης), или Рамба́м (רמב"ם‎ — акроним от רבי משה בן מיימון‎ [Рабби Моше бен Маймон] или Маймун); в арабской литературе известен как Абу Имран Муса ибн Маймун ибн Абд-Алла аль-Куртуби аль-Яхуди (араб. ابو عمران موسى بن ميمون بن عبد  الله القرطبي اليهودي‎) / Абу Имран Муса бин Маймун бин Абдалла аль-Куртуби аль-Исраили, или просто Муса бин Маймун; в русской литературе — как Моисе́й Еги́петский (между 1135 и 1138, Кордова, Государство Альморавидов — 12 (13) декабря 1204, Фустат или Каир Египет, по иным сведениям Тверия) — выдающийся еврейский философ и богослов-талмудист, раввин, врач и разносторонний учёный своей эпохи, кодификатор законов Торы. Духовный руководитель религиозного еврейства как своего поколения, так и последующих веков.

## Биография
Родился 30 марта 1135 года (14 нисана 4895 года), по другим сведениям — в 1138 году в Кордове в Испании у рава Маймона, носившего фамилию Овадья (ибн Абдалла), ученика рава Йосефа ибн Мигаша, который был учеником Ицхака Альфаси. В комментарии на Мишну, в конце раздела «Зраим» («Посевы»), РаМБаМ сам указывает дату окончания комментария: 1479 год от начала исчисления документов (селевкидское летоисчисление). Там же Маймонид отмечает, что ему самому на тот момент исполнилось 30 лет. В другом месте, в кодексе «Мишне Тора», в разделе «Швиит ве Йовель» («Седьмой год и Юбилей»), X, 4, Маймонид указывает год от начала исчисления документов — 1487, а также дату от сотворения мира — 4936 на тот момент (то есть спустя 8 лет). Расчёт показывает, что РаМБаМ родился в 1138 году н. э. Однако эта дата вступает в противоречие с датой, указанной его внуком, рабби Давидом: «Наш учитель Моше (РаМБаМ) родился у рабби Маймона 14 нисана (30 марта) 1446 года от начала исчисления документов», — что соответствует 1135 году н. э. Точно указать дату рождения Маймонида на основании имеющихся данных пока не представляется возможным — в литературе можно встретить и 1138, и 1135 год нашей эры.

Сам Маймонид в конце комментария к Мишне приводит своё родословное древо из семи поколений, в том числе пяти человек, имеющих звание судей (даянов, ед. ч. — даян). Самый первый был Овадия, давший свою фамилию роду. В Кордове был судьёй и рав Маймон, его мнение и точки зрения его учителей многократно цитируются Рамбамом, который, судя по всему, получил обширное образование в Андалузии . У рабби Моше бен Маймона был младший брат Давид, которого он помогал воспитывать и очень любил. В каирском книгохранилище было найдено письмо сестры Моше, Мирьям, к нему с просьбой о помощи в розыске пропавшего сына. Там передаётся привет сёстрам, отсюда известно, что у Рамбама было, по крайней мере, три сестры.

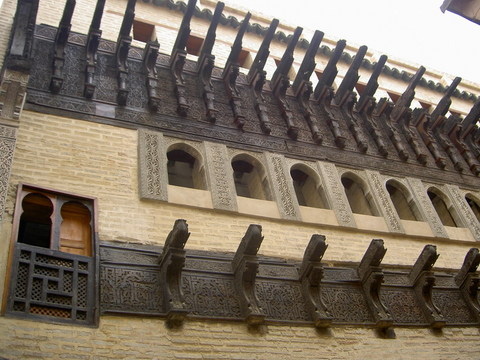
Дом Рамбама в Марокко

После 1159 года вследствие вторжения Альмохадов из Северной Африки семья Рамбама в течение десяти лет скиталась по Южной Испании, а затем поселилась в Фесе (современное Марокко), где Маймонид приобрёл основы светских знаний в местном университете Аль-Карауин. В этот период он составил комментарий на Мишну. В тот период многие евреи Северной Африки подверглись насильственной исламизации, что дало возможность одному мусульманину из врагов Рамбама (позднее, уже в Египте) обвинить самого Рамбама в отходе от мусульманства. Власти не стали рассматривать дело, так как насильственная исламизация считалась ими незаконной. Современные историки, такие как Моше Хальберталь, полагают, что Маймонид избежал насильственного перехода в ислам, иначе это было бы широко известно. Как вести себя при требовании перейти в ислам под угрозой для жизни, Маймонид изложил в «Послании об уничтожении (Статья об освящении имени Божия)»(ивр. איגרת השמד‎).
В 1165 вся семья покинула Фес и жила в Акре (Иерусалимское королевство); в течение шести месяцев Маймонид путешествовал по Святой земле. В письме от 1188 года в Акру к местному раввину и судье Яфету Рамбам вспоминает с большим чувством совместное путешествие в Иерусалим и молитву на месте Иерусалимского Храма, предпринятое Маймоном с сыновьями Моше и Давидом в сопровождении Яфета. Сохранился также отрывок с эмоциональным описанием путешествия, особенно морской бури. Отрывок приписывается многими самому Маймониду и помещается в Комментарии к Мишне в конце трактата Рош ха-Шана. Около 1166 года переехал в Египет, вскоре после этого Рамбам женился, когда ему было уже за тридцать. Примерно в это время скончался отец Рамбама рабби Маймона.
Имена матери и жены Рамбама неизвестны, но известно, что его жена была из важной семьи, еврейское имя её отца, тестя Маймонида было Мишаэль Галеви бен Ишаяу, а арабское — Альшейх Альтаке, в каирской генизе найдена родословная семьи на 14 поколений. В 1186 году у него родился единственный сын Авраам, которого он очень любил и прочил в великие мудрецы. По-видимому, родилась ещё дочь, но умерла в детстве. При жизни Рамбам не назначал сына ни на какие должности, но по смерти отца Авраам стал лидером еврейской общины, как и отец, отличаясь бо́льшим тяготением к мистике. Одна из сестёр Маймонида вышла замуж за Узиэля, брата жены Моше, один из племянников стал известным врачом и упоминается у Маймонида как домочадец. Потомки Рамбама были главами еврейской общины Египта ещё около 200 лет вплоть до переезда правителя («нагида») Давида Второго бен Иеошуа в Халеб.
Рамбам очень быстро стал играть важную роль в жизни египетской еврейской общины, почти с самого начала он стал играть роль апелляционного судьи. В 1169 году его подпись появляется на совместном призыве к сбору денег для выкупа евреев, попавших в плен к крестоносцам, крупную сумму пожертвовал и сам Маймонид. В 1171 году он назначается главой еврейской общины («араб. Rais al-Yahud‎»), для чего требовалось решение общины и согласие властей. Должность имела значительное политическое влияние, и местная еврейская знать оказывала упорное сопротивление назначению выходца из Андалузии, дело доходило до доносов властям и угрозам жизни Рамбама, что он упоминает в письме Яфету. Главным противником Рамбама явился видный местный начальник Сар Шалом бен Моше ха-Гаон бен Нетанель Шестой, он же Абу Зикри, прозванный сторонниками Рамбама «Зута» («малый»). Какую-то роль сыграла и смена династии в Египте в 1171 году, когда Айюбиды заместили Фатимидов. Маймонид утратил должность всего после двух лет и вернул её только в 1197 году, после чего занимал до самой кончины.
По мере роста известности и авторитетности Рамбама, к нему всё больше обращались из самых разных мест. Ответы Рамбама иногда являлись целыми книгами. Так, в 1172 году, ещё до написания «Мишне Тора», раввины Йемена обратились к нему за советом. Ответом Рамбама явилось «Послание в Йемен», в котором отрицательное отношение к христианству и исламу выражено смело и прямо. Переписка Рамбама постепенно расширялась, включая адресатов из Египта, Палестины, Магриба, Сирии и Ирака. В более позднее время к нему обращаются из Прованса и других стран Европы.
После переезда в Египет у Рамбама наступил период, когда он смог интенсивно предаться кодификации еврейского закона. Заботы о пропитании взял на себя младший брат Давид. Он (Давид) путешествовал по суше и по морю, занимаясь торговлей алмазами. Сохранились письмо Рамбама, где он прощается с братом, и письмо брата, где он успокаивает Моше, что благополучно прибыл, хотя караван, с которым он отправился, был разграблен, и были человеческие жертвы. Результатом напряжённого труда Рамбама явился беспрецедентный труд «Мишне Тора», завершённый около 1177 года.
В том же 1177 году семью Рамбама постигло большое несчастье. В результате кораблекрушения в индийском океане во время поездки в Индию для торговли алмазами погиб младший брат Моше, горячо любимый им Давид. Кораблекрушение сопровождалось ещё и большими денежными потерями, как для семьи Давида, так и для самого Рамбама. Давид оставил также вдову и маленькую дочь, заботы о которых легли на Моше. Сам Маймонид был настолько убит горем, что не вставал с постели около года.
По выздоровлении Маймонид применил свои медицинские знания и способности и стал, в конце концов, личным врачом ал-Фадила, визиря Салах ад-Дина. Некоторые родственники и ученики Маймонида были также успешными врачами, и он рекомендовал эту профессию, благодаря которой можно не только заработать, но и подвигнуть людей к совершенству. Во врачебном деле он делал большой упор на профилактику, здоровый образ жизни и избежание излишеств, и видел в нём религиозный смысл.
Весь период работы врачом Рамбам жалуется на тяжёлую работу и нехватку времени. Тем не менее, когда его ученик Иосиф бен Иегуда вынужден был прервать обучение, как раз когда они подошли к метафизике, и уехать, Маймонид нашёл время изложить ему оставшуюся часть курса в виде писем. Таким образом возникло самое длинное еврейское философское сочинение в истории, «Путеводитель растерянных» («Морэ невухим»), который писался Рамбамом в 1187—1191 годы.
Помимо философских писем, Маймонид обсуждал со своим учеником актуальные проблемы. Из переписки, в частности, можно видеть отношение Рамбама к критике его основного труда «Мишне Тора» в Багдаде, из которой видно, что фактически идёт борьба за власть и сохранение авторитета института гаонов («гаон» — букв. «гений» (иврит), глав академии Багдада), в которой немалую роль играют личные амбиции. Маймонид считает, что институт гаонов пришёл в упадок из-за наследования должности. Параллельно Рамбам вёл официальную переписку с самими критиками — потомственными гаонами (главами академии), главным образом Шмуэлем бен Эли и его зятем Захарией бен Берахаэль, где он отвечал на нападки по сути дела. Основная полемика пришлась на 1189—1191 годы. Оппоненты Рамбама обвинили его также в отходе от веры в воскрешение из мёртвых, что повело к написанию Маймонидом в 1191 году «Послания о воскрешении из мёртвых», где он подтвердил свою приверженность этому принципу.

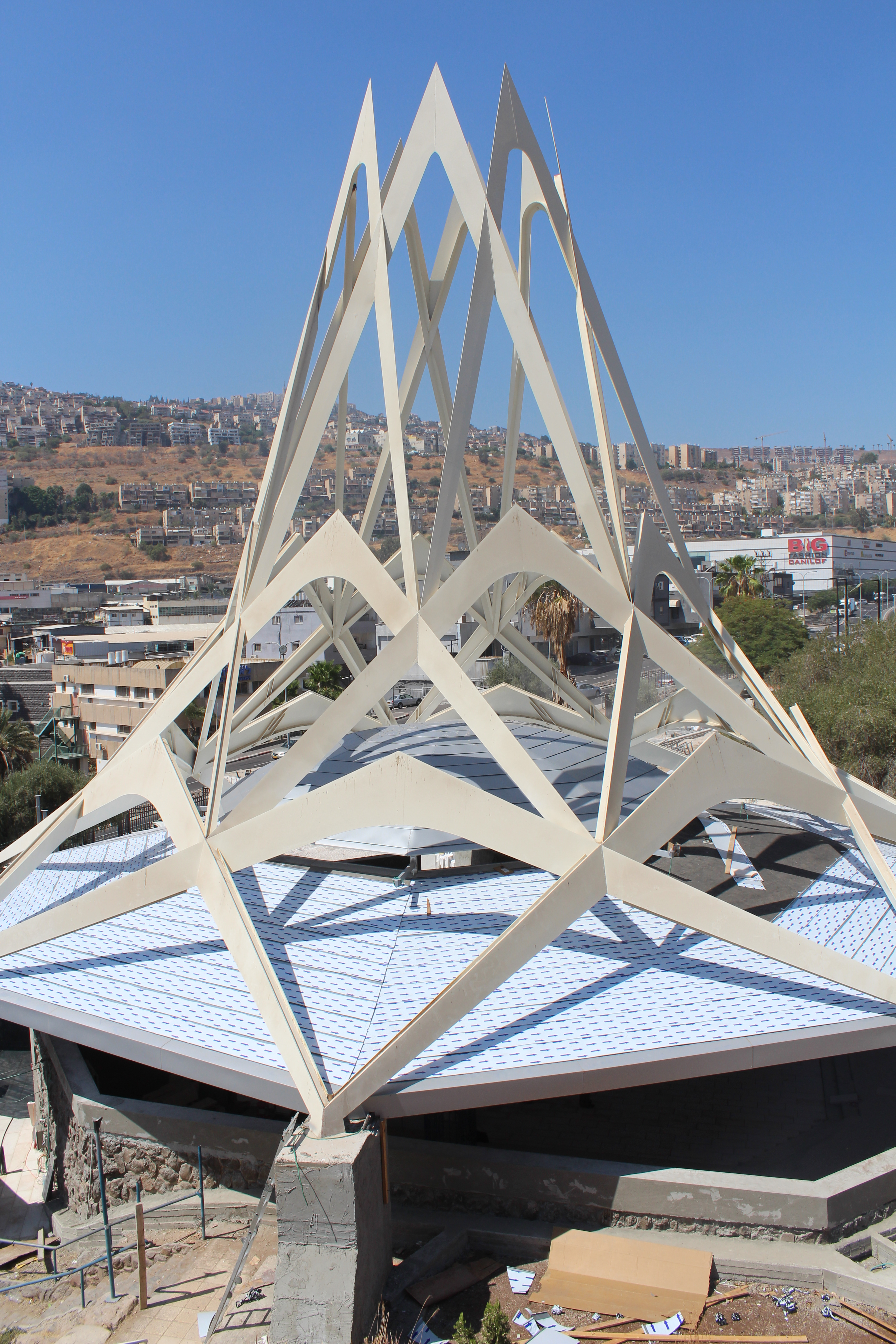
Предполагаемая могила Маймонида в Тверии

По завершении «Путеводителя растерянных» Маймонид писал только на медицинские темы, а также письма. В частности, он разрешил перевести на иврит «Путеводитель растерянных» и дал переводчику Шмуэлю Ибн Тиббону ряд разъяснений. От личной встречи с Шмуэлем Рамбам отказался из-за загруженности. Перевод был закончен в год смерти Маймонида в 1204 году.
Многие труды Маймонида написаны по-арабски, но свой основной труд, «Мишне Тора», он написал на иврите. Некоторые письма написаны на арабском, а некоторые на иврите, в зависимости от адресата.
После смерти Маймонида некоторые авторитеты стали накладывать раввинский херем и объявлять бойкот тем, кто изучал «Путеводитель растерянных» (араб. Dalala al-ha'irin‎), один из самых противоречивых трудов Маймонида.

## Философия
Маймонид высоко ценил арабских философов и считал себя продолжателем традиции арабских перипатетиков. Маймонид самостоятельно познакомился с текстами мусульманских философов и Аристотелем. В своих трудах он сделал попытку примирить учение Аристотеля с положениями Торы в их более традиционном понимании. Согласно Маймониду, цель религиозной философии заключается в том, чтобы объяснить значение выражений и метафор, встречающихся в библейской и раввинистической традиции. Маймонид сделал это, используя понятия, распространённые в его интеллектуальной среде, чтобы дать прежним метафорам и понятиям новое толкование.
«Путеводитель растерянных», философские отделы комментариев Маймонида на «Мишну», написанные на арабском, оказали большое влияние на средневековую схоластику, в особенности на Альберта Великого, Фому Аквинского и Дунса Скота.

### Апофатическое богословие
Принцип, который вдохновил его философскую деятельность, был идентичен с фундаментальным принципом схоластики: не может быть никакого противоречия между истинами, которые Бог показал, и данными науки и философии. Маймонид прежде всего опирается на учение Аристотеля и изучение Талмуда, обычно находя основание в положениях иудаизма для философа. В некоторых важных пунктах он отступает от учения Аристотеля; например, он отклонил Аристотелевскую доктрину о том, что предусмотрительная забота Всевышнего простирается только на человечество, а не на отдельного человека. От неоплатоников Маймонид взял положения отрицательного богословия, в котором Всевышний описывается исключительно через отрицательные признаки:
- нельзя утверждать, что Всевышний существует в обычном смысле слова; всё, что мы можем сказать, — то, что Он не является несуществующим;
- мы не должны говорить, что «Всевышний мудр»; но мы можем сказать, что «Он не неосведомлён», то есть в некотором роде, Всевышний имеет некоторые свойства знания.
- мы не должны говорить, что «Всевышний Один», но мы можем заявить, что «в Нём нет никакого различения».

Тем самым, этот метод состоит в том, чтобы получить знание Бога, описывая то, что не является Богом; а не описывая, каков Он. Многие согласились с ним в том, что никакой предикат не в состоянии выразить природу Бога; но многие не соглашались с тем, что никакое слово не может быть применено к Богу в утвердительном смысле, ведь можно утверждать, что «Бог вечен» и т. п.
Маймонид в своём богословии пытается избежать антропоморфизма при определении Всевышнего, так как любое положительное описание наделяет Его человеческими качествами, тем самым умаляет Его.

### Сотворение мира
Традиционная картина Сотворения Мира из ничего должна предполагать появление желания Бога сотворить или действие на Него какой-то другой совечной ему причины. И то, и другое плохо совмещается с аристотелевской философией, согласно которой Бог пребывает в совершенном и неизменном состоянии. Поэтому сотворение мира является трудным пунктом философии Маймонида, как и многих других средневековых философов.

Во всём философском наследии Рамбама он старается не использовать представление о сотворении мира и не включает его в список основ веры и оставляет возможность верующему еврею считать, что Бог — первопричина мира, но не его Творец:
 Основа основ и столп мудрости — знать, что есть Первичная Сущность, которая является причиной существования всего сущего.
 Вот, к примеру, как Рамбам формулирует космологическое доказательство бытия Божия, опираясь на вечное движение мира:
 Сущность эта — Господь Вселенной, Владыка Мира. Он управляет сферой мироздания при помощи беспредельной и беспрерывной силы. Ибо сфера эта постоянно вращается. И невозможно, чтобы она вращалась сама по себе. А Он, Благословенный, вращает её без руки и без тела.
 Причем сам Рамбам объяснил в «Путеводителе», что использует доказательства существования, опирающиеся на вечность мира:
Правильный же метод, на мой взгляд, это путь доказательств, не подлежащий сомнению, когда существование Божества, Его единственность и нетелесность доказываются путём философов — путём, который опирается на [утверждение о] вечности мира. Это не означает, что я придерживаюсь того убеждения, что мир вечен, или соглашаюсь с ними в этом; но именно на этом пути можно утвердить доказательство и обрести полную определённость относительно трех упомянутых вещей, то есть существования Божества, Его единства и нетелесности, без того, чтобы выносить решение о том, вечен ли мир или сотворён. Когда же эти три важнейшие искомые утверждения будут обоснованы нами посредством истинных доказательств, мы, вслед за этим, вернёмся к вопросу о сотворении мира и изложим всё, что можно доказательно утверждать по этому поводу.
 Это породило большое количество спекуляций, что же думал сам Рамбам. Так, Шмуэль ибн Тиббон, переводчик «Путеводителя» на иврит, получил от Маймонида много писем с разъяснениями и на основании их утверждал, что Рамбам полагал вечность мира. Так полагает и сегодня меньшинство в академическом мире, а большинство считает, что, хотя Рамбам действительно оставлял возможность ортодоксальному еврею считать мир вечным, сам он верил в сотворение мира. В любом случае, Рамбам считал веру в сотворение мира полезной для масс, в «Путеводителе» оцениваются достоинства и недостатки трёх теорий происхождения мира:
- Вечность мира по Аристотелю.
- Из первобытной материи по Платону в диалоге Тимей.
- Из ничего по непосредственному смыслу рассказа Торы.

Тем не менее, если будет необходимость, рассказ книги Бытия может быть реинтерпретирован:
Знай, что то, что мы воздерживаемся от вечности мира, проистекает не из-за того, что в Торе написано о сотворении мира. Ибо места Писания, указывающие на сотворение мира не более многочисленны, чем те, что говорят о телесности Бога… И было бы гораздо легче объяснить эти места как доказательства в пользу вечности мира, аналогично тому, как мы устранили все упоминания о телесности Святого из нашей интерпретации Писания.
 Суть дела в том, что вечность мира создаёт представление о неизменном Боге, не участвующем в управлении и пророчестве.

### Пророчество
В «Путеводителе растерянных» Маймонид рассматривает вопрос о пророчестве. Рамбам приводит три теории пророчества:
- самосовершенствование человека делает его восприимчивым к постоянному влиянию свыше (философы, особенно Аль-Фараби)
- Бог произвольно выбирает себе пророка, когда хочет и кого хочет (торанически массы)
- самосовершенствование человека делает его восприимчивым к постоянному влиянию свыше, но Бог может предотвратить восприятие (сам Рамбам)

Так как Рамбам близок к философии Аристотеля, где Бог есть постоянной действующая неизменная причина мира, пророчество достигается не волюнтаристским актом со стороны Бога, а самосовершенствованием пророка, который достигает уровня, при котором он может воспринимать постоянно идущее свыше влияние. Однако, раз уж Рамбам принял сотворение мира, он допускает предотвращение Богом пророчества, как разновидность чуда:
Знай, что вера в сотворение мира делает возможной веру в чудеса, Тора делается возможной и исчезают все вопросы… почему дал пророчество тому или другому.
 Все пророки, кроме Моисея, используют творческую фантазию во время пророчества, поэтому у всех, кроме Моисея, оно всегда приходит во время сна или видения. Даже такие известные места в Торе, как борьба Иакова с ангелом или явление трёх мужей Аврааму, происходили, по Маймониду, во сне или видении. Такое объяснение вызвало большое противодействие и раздражение со стороны менее рационалистически настроенных комментаторов, таких как Нахманид.
Отдалённой причиной пророчества является Бог, а непосредственной — активный Интеллект. Пророчество воспринимается в начале рациональной способностью, а затем — способностью воображения. Рациональная способность необходимо должна быть очищена для восприятия Божественных истечений, подготовлена нравственным совершенствованием и занятиями науками. Помимо рациональной способности и воображения пророк должен обладать ещё и бесстрашием, для адекватного поведения в опасных ситуациях. Все пророки являются совершенными философами.
Пророчество Моше (Моисея) имеет, по Рамбаму, совершенно особый характер, как по юридическому значению, так и по самому механизму. Уже в комментарии к Мишне Маймонид утверждает, что пророки после Моше не могут менять галаху. В отличие от некоторых других средневековых раввинов, Маймонид не допускал использование пророчества для решения галахических споров. Пророк, однако, может временно приостанавливать действие заповедей, кроме запрета на идолопоклонство, а также указывать, что делать в данной актуальной ситуации.

### Проблема зла
Маймонид занимался теодицеей (попытка примирения существования Всемогущего и всеблагого Бога с наличием зла в мире). Некоторые попытки теодицеи, выдвигавшиеся до него, Рамбам отверг:
- объяснение страдания грехами самого страдающего, как друзья библейского Иова,
- баланс наград и наказаний будет восстановлен в мире грядущем,
- в частности, страдания праведников для увеличения награды в загробном мире,
- страдания как испытание праведника.

В «Путеводителе» Маймонид отверг 
распространённое среди людей мнение, что Бог приводит беды на человека, который не грешил, чтобы увеличить его награду.
Сам Рамбам идёт по линии отрицания существования зла как существенной части мира, деля происхождение зла на три группы:
- человеческое существование материально и из этого проистекают беды, вызванные несовершенством материи: болезни, увечья, смерть. Тем самым, зло не является чем-то сущностным, а только недостатком совершенства чего-то другого. Так, болезнь будет отсутствием здоровья и т. п.
- сами люди причиняют зло другим людям — преступления, войны.
- человек причиняет зло сам себе недостаточно обдуманным поведением, что приводит, в частности, к болезням[46].

В «Путеводителе» Маймонид дал подробное объяснение смысла Книги «Иова» с объяснением позиции самого Иова в начале и в конце книги и его друзей. В начале книги Иов считает главной наградой материальное благополучие, но в конце понимает, что истинная награда — в познании Бога.

### Управление миром
Маймонид перечисляет пять теорий о том, как Бог управляет миром:
- Полное отсутствие управления свыше, приписываемое Рамбамом последователям Эпикура. Рамбам отвергает теорию, так как мир демонстрирует определённые признаки организации.
- Аристотелевский взгляд, что в мире есть порядок, поддерживаемый управлением свыше, но оно не проникает настолько, чтобы управлять каждой особью. Управление остаётся видовым, и каждому виду хватает пропитания. Рамбам не согласен с этим взглядом в том, что касается людей: Он (Аристотель) не отличает положение, что муравейник погиб под тяжестью коровьего помёта, от случая, когда обвалилось здание и погубило множество молящихся там[48].
- Взгляд ашаритов — одной из философских школ мусульманского течения Калама. По их теории управление свыше охватывает всё, даже самые мельчайшие события в мире — всё решает Божья воля, и, соответственно, не остаётся места для свободы человеческой воли, всё предопределено свыше. Подобный фатализм полностью противоречит мировоззрению Рамбама.
- Взгляд мутазилитов — другой философской школы Калама. Здесь остаётся место для свободы воли, и не только человек, но и животные получают награду за правильные поступки. Рамбам решительно отвергает идею про поступки животных.
- Взгляд самого Рамбама и, по его мнению, взгляд Торы заключается в том, что управление остаётся, в основном, видовым, как у Аристотеля, кроме небольшой группы избранных людей, которые за своё совершенство удостаиваются управления Богом. Тем самым, управление не исчерпывается законами природы и метафизики, но и включает в себя частное управление отдельными достойными людьми[49].

### Предназначение человека
Главную задачу человека Рамбам видел не в получении награды или выполнении как можно большего числа заповедей. По Рамбаму, главное предназначение человека есть совершенствование разума, подключение его к Активному Интеллекту и включение в разум правильных и вечных понятий.
Рамбам объяснял смысл конкретных заповедей, но общий их смысл, по Маймониду, заключается в усовершенствовании общества, тела, характера и разума для того чтобы включить в разум вечные правильные понятия. Именно это обеспечивает бессмертие нематериальной души. Подобная формулировка смысла заповедей встречала значительное сопротивление в среде более традиционных, а также мистически настроенных мыслителей.

### Мессианский период
Поскольку основная задача человека — познать истину и попасть в грядущий мир, соответственно и приход Мессии, по Маймониду, нужен для облегчения этой задачи. Приход Мессии нужен для создания политических условий, когда люди не будут заниматься враждой и тяжёлым трудом, а будут свободны для постижения Творца. Такой мир будет создан, когда реализуется идеальный закон Торы, а не вследствие чудес. Соответственно и признаки Мессии по Маймониду носят юридический характер — царь, обладающий определёнными свойствами, от которого не следует ожидать чудес. Соответственно все законы Торы и законы природы остаются в силе и не будут отменены. Тем самым учению Рамбама чужды апокалиптические мотивы:
И вот наш взгляд прояснился тебе, что мы согласны с Аристотелем в той половине его учения, что данная вселенная, которую Он пожелал, будет вечна в своей природе. Ничего из неё не изменится, кроме каких-то деталей, которые может изменить чудо. Хотя и в возможностях Всевышнего её изменить или завершить любую часть природы.

### Бессмертие и загробная жизнь
По Рамбаму:
- Будущий мир является целью существования. В нём нет никаких телесных проявлений (еды, питья и.т.п)[55], но лишь интеллектуальных — души праведников занимаются изучением Торы, на том уровне, который соответствует их заслугам в земной жизни
- Грешники страдают от понимания упущенных возможностей и лёгкости, с какой могли бы быть праведниками, а некоторые души от этого полностью сгорают и исчезают. Соответственно, у душ в будущем мире нет телесной оболочки и органов чувств.

Поскольку идеал загробной жизни по Рамбаму — вечное бестелесное существование, роль воскрешения из мёртвых становится непонятной. Позиция Маймонида была трактована частью читателей как отрицание воскрешения из мёртвых. Уже в 1189 году в письмах Рамбама упоминается, что в одном из писем из Йемена говорится, что там есть люди, утверждающие со ссылкой на Рамбама, что душа не вернётся в тело, а упоминания о воскрешении из мёртвых надо понимать как аллегорию. Подобное обвинение выдвинул и недоброжелатель Рамбама гаон (мудрец) Шмуэль бен Эли. Чтобы положить конец этой интерпретации, Рамбам написал «Послание о воскрешении из мёртвых», где объяснил, что и загробная жизнь, и воскрешение из мёртвых — это часть основ веры. Какова природа и, главное, цель воскрешения, Рамбам не объясняет. По Рамбаму, воскрешение из мёртвых есть величайшее чудо, после которого воскресшие люди, однако, остаются смертными и умирают вторично, чтобы попасть обратно в бестелесный мир грядущий. Поскольку Рамбам не хотел писать сочинение, в котором нет ничего нового, он объяснил, почему в Писании так мало говорится о воскрешении из мёртвых, а также те места, в которых, на первый взгляд, говорится обратное. Подозрения, что Рамбам поддерживает полезные для масс традиционные представления, а сам придерживается эзотерической точки зрения, где нет места воскрешению, были снова выдвинуты в 1202 году рабби Меиром Галеви Абулафией из Толедо. В защиту выступил сторонник Рамбама Аарон ха-Коэн из Прованса.

Описание Мира Грядущего у Рамбама, в который попадают все те, кто сумел внести в душу правильные представления, с трудом сочетается и с традиционным представлением об аде (ивр. גיהינום‎) (geihinom, геенна), что тоже вызвало нападки на учение Маймонида. Действительно, получается, что души грешников просто не попадают в идеальный мир и исчезают:
Совершенная беда и зло есть истребление души и её гибель у тех, кто не удостоились её сохранения. Все те, кто прилепился к телесным удовольствиям и отверг истину и избрал ложь, не достигают той великой награды, а остаётся лишь исчезающая материя.
 Положение спасло то, что умеренные противники как Нахманид, нашли несколько мест у Рамбама, которые написаны так, что допускают прочтение, что ад существует:
Однако адом называется страдание, которое постигает злодеев, и его природа не объяснена в Талмуде. Некоторые говорят, что солнце приближается и сжигает их…, а некоторые говорят, что странный огонь сжигает их.

### Избранность и универсализм
Так как ценность человеческой личности, по Рамбаму, определяется тем, насколько личность постигла вечные истины, философия Маймонида имеет много универсальных черт. Рамбам отвергает представление, развитое Иехудой Галеви, что после Авраама человечество распалось на неравноценные части. Маймонид толкует Авраама как основателя новой философско-религиозной школы монотеизма, соответственно, все кто присоединятся к его учению, считаются его потомками. В исходных самых важных главах «Законов основ Торы» в «Мишне Тора» никак не утверждается преимущество евреев над другими; пророком, например, может стать достойный человек, независимо от национальности:
Одна из основ веры — знать, что Всесильный наделяет пророческим даром людей. Но пророческий дар открывается только человеку очень мудрому, возвышенных душевных качеств, страсти которого никогда не овладевают им, но он сам овладевает страстями по своему желанию, постоянно.
Этот же тезис встречается и в других местах «Мишне Тора»:
И не только колено Леви, но и любой обитатель этого мира, который направил дух свой и умудрил своё знание для исследования служить Всевышнему и познавать его, и идёт прямым путём для чего и был сотворён Богом, и сбрасывает с себя ярмо выдуманных людьми ухищрений, такой человек всецело свят, и будет Всевышний уделом его навеки веков, и удостоится этот человек достойной доли и в этом мире, как коэны и левиты, как сказано Давидом: «Бог — Господь — доля моя и чаша моя, Ты споспешествуешь судьбе моей».
Особенность народа Израиля лишь в закреплённой еврейским законом вере в Единого Бога.

### Тринадцать принципов иудаизма
В «Послании о воскрешении из мёртвых» Маймонид упоминает, что он встретился с людьми, сведущими в Талмуде и практическом соблюдении заповедей, но при этом не знающими, есть ли у Бога тело. Некоторые были даже уверены, что тело есть, а другие даже считали еретиками тех, кто считает, что у Бога тела нет. С точки зрения самого Рамбама, мысль о том, что у Бога тело есть, сама по себе находится на уровне идолопоклонства. Тем самым, Маймонид убедился, что изучение Талмуда не обеспечивает человеку правильных философских основ, и необходимо составить список общеобязательных догматов, что он сделал в комментарии к Мишне. Таких основ всего тринадцать:
1. Существование Творца.
2. Его единственность.
3. Отрицание Его телесности.
4. Вечность Его существования.
5. Только Творец может быть объектом поклонения.
6. Он открывается через пророков.
7. Моисей наивысший среди всех пророков.
8. Тора была дарована на горе Синай Моисею.
9. Тора, происходящая от Творца, не подлежит изменениям.
10. Творец знает все помыслы и действия людей.
11. Вознаграждение соблюдающих заповеди и наказание преступивших закон.
12. Вера в приход Мессии.
13. Воскрешение мёртвых.

и их можно разбить на три группы: о Боге (1—5), о авторитете Торы (6—9) и о воздаянии(10—13).
В XIV веке эти принципы были изложены в стихотворной форме Иммануэлем Римским и вошли (в виде их декламации) в ежедневный ритуал многих еврейских общин, кроме ашкеназов. Впоследствии они были приняты всеми еврейскими общинами.
Последующие мыслители указывали на то, что уже в Талмуде можно найти взгляды, противоречащие основам в формулировке Маймонида и, соответственно, пересматривали список. В их числе: Хасдай Крескас, Йосеф Альбо, дон Ицхак Абрабанель и Хатам Софер. Последний заявил, что достаточно одного положения: вера в Тору с небес.

### Смысл заповедей
В споре, какой принцип важнее для действий Бога: желание или мудрость, Рамбам берёт решительно сторону мудрости. В силу этого у него нет места заповедям, которые даны без рационального смысла, нет места классическому талмудическому разделению заповедей на рациональные ивр. משפטים (mishpatim)‎ и иррациональные ивр. חוקים (khukim)‎. Рамбам решительно отвергает также толкования в духе Иехуды Галеви, что выполнение заповедей оказывает какое-то влияние на окружающий мир. Среди разных толкований смыслов заповедей о Маймониду есть несколько основных групп. Некоторые заповеди призваны улучшить состояние общества, а также тела и дух людей. Другие направлены на придание человеку правильных представлений и исправляют душу. Оригинально толкует Рамбам традиционно трудные для объяснения ритуальные заповеди как запрет смешения мяса и молока. Маймонид изучил представления древних идолопоклонников, таких как сабеи и пришёл к выводу, что многие заповеди вызваны были историческими обстоятельствами, как необходимостью искоренить древние формы идолопоклонства, которые использовали обряды запрещённые затем Торой. Даже знаменитая заповедь о пепле красной коровы объясняется Рамбамом в духе всех заповедей о ритуальной нечистоте в Храме: ограничить количество людей и внушить трепет.

### Отношение к астрологии
Маймонид последовательно проводил рационалистическую линию и боролся с предрассудками. В «Мишне Тора» он только подводит под библейский запрет все виды гадания, приметы, магии, колдовства, астрологии, волшебства и амулетов, использование магических имён, даже стихов Торы для лечения больных. Более того, в резком полемическом тоне Рамбам утверждает, что все эти вещи совершенно бесполезные, никогда не работающие:
Все эти вещи все они ложь и обман, и им вводили в заблуждение древние идолопоклонники, чтобы народы шли за ними. И не подобает мудрому народу Израиля идти за этими суетными вещами или думать, что в них есть что-то действенное… Каждый, кто верит в это или подобное ему или думает, что это истина, но только Тора запретила, такой человек один из глупцов без разума, сходный с детьми и женщинами, у которых нет полного разума. Однако люди мудрые и обладающие совершенным знанием понимают на основании ясных свидетельств, что все эти вещи, которые запрещены Торой, не являются плодами мудрости, а пустые и суетные, за которыми шли люди без знаний и оставили из-за них все пути истины. Именно поэтому Тора запрещает все эти суеты: «Будь непорочен с Господом Богом твоим».
 Тем самым, Рамбам вводит рационалистическое учение в галаху и отвергает длительную традицию, идущую уже из Талмуда, что колдовство, астрология и др. работают, но запрещены евреям. Это явилось ещё одной причиной нападок на Рамбама, тем более, что в послании в Монпелье он сам упомянул, что некоторые мудрецы Талмуда верят в действенность астрологии и колдовства: 
Пусть не будет это тяжело в глазах ваших, ибо не подобает человеку оставлять доказательства разума, подкреплённые ясными свидетельствами, и держаться за слова одного из Мудрецов, который мог не знать чего-то или выражаться намёками или сказал в соответствии с тогдашними взглядами и делами.
.
Маймонид, отвечая на вопрос из Монпелье относительно астрологии, написал, что человек должен верить только в то, что может быть подтверждено рациональными доказательствами, данными органов чувств или заслуживающими доверия свидетельствами. Он подтверждает, что изучил астрологию, но она не представляет собой науки. Более того, в этом же письме Рамбам утверждает, что увлечение астрологией вместо военного дела привело к разрушению Храма и потере государственности. Астрология и сходные увлечения осуждаются и в «Путеводителе»: «Все вещи, даже сельскохозяйственные приёмы, которые не подкреплены рациональным исследованием, происходят из колдовства… и влекут к колдовству».
Гипотеза, что судьба человека может зависеть от расположения звёзд была им высмеяна; он утверждает, что такая теория лишила бы человека цели в жизни и сделала его рабом судьбы.
(См. также фатализм, предопределение.)

### Маймонид против христианства
Маймонид известен рядом высказываний, указывающим на его крайне негативное отношение к христианству и язычеству. Из-за нелестных высказываний в адрес христианства многие его книги были конфискованы монахами-доминиканцами и публично сожжены в Мордпилиасе в 1234 году. Восемью годами позже французские монахи последовали их примеру и сожгли все найденные книги Рамбама на площади в Париже. В частности, Маймонид высказывался о христианстве:
А потом возникла другая (разновидность преследователей), новая секта, которая с особым рвением отравляет нам жизнь обоими способами сразу: и насилием, и мечом, и наветами, ложными доводами и толкованиями, утверждениями о наличии (несуществующих) противоречий в нашей Торе.
Эта секта вознамерилась извести наш народ новым способом. Её глава (Иисус из Назарета) коварно замыслил объявить себя пророком и создать новую веру, помимо Божественного учения — Торы, и провозгласил публично, что оба учения — от Бога. Целью его было заронить сомнение в сердца наши и посеять в них смятение.
Тора едина, а его учение — её противоположность. Утверждение, что оба учения от единого Бога, направлено на подрыв Торы. Изощрённый замысел (Иисуса) этого весьма дурного человека отличался необыкновенным коварством: вначале попытаться извести своего врага так, чтобы самому остаться в живых; но если все старания останутся напрасны, предпринять попытку погубить своего врага ценой собственной гибели.
Злоумышленник этот был Йешуа из Ноцрата — еврей. Хотя отец его был нееврей и только мать была еврейка, закон гласит, что родившийся от нееврея (даже раба) и дочери Исраэля — еврей. Имя же, которым его нарекли, потворствовало его безмерной наглости. Он выдавал себя за посланца Божьего, который явился, чтобы разъяснить неясности в Торе, утверждая, что он Машиах, обещанный нам всеми пророками. Его истолкование Торы, в полном соответствии с его замыслом, вело к упразднению её и всех её заповедей и допускало нарушение всех её предостережений. Мудрецы наши, благословенна их память, разгадали его замысел прежде, чем он достиг широкой известности в народе, и поступили с ним так, как он того заслуживал.
Всевышний через пророка Даниэля возвестил нам заранее, что человек, из нечестивцев нашего народа и вероотступников, попытается унизить и опровергнуть Тору, выдав себя за пророка, и зайдёт так далеко, что провозгласит себя Машиахом, но Всевышний обречёт его (замыслы) на провал, — как это и произошло в действительности. У Даниэля сказано: «И нечестивые из народа твоего поднимутся, чтобы осуществить предсказанное, но потерпят поражение» (Даниэль 11:14).
Спустя немалое время после его смерти возникла религия, основоположником которой его считают. Она распространилась среди сынов Эйсава, об обращении которых он сам и не помышлял. Религии и вере евреев это не нанесло никакого ущерба. Ни у народа в целом, ни у отдельных его представителей не возникло каких-либо сомнений или колебаний: его ущербность была им ясна — он был потерян для нас и отвергнут нами ещё до того, как с ним произошло то, что произошло.

## Научные взгляды
В отношении общенаучных взглядов Маймонида особый интерес представляет эпистемология, особенно в применении к астрономии. Неясно, действительно ли Рамбам считал, что небесные тела непостижимы, или он таким способом боролся с доказательствами Аристотеля, что мир вечен. Маймонид обладал универсальными познаниями и знал о трудностях астрономии и несоответствии между ней и принятой в то время физикой Аристотеля.

### Медицина
Маймонид приобрёл широкую известность как врач и написал по-арабски десятки сочинений по медицине, в частности собрание медицинских афоризмов. Он был последователем мусульманской медицинской школы и опирался больше всех на Галена, а также на учение врачей Андалузии и Магриба. Рамбам придавал большое значение связи душевного и телесного состояния и обращал особое внимание на устранение причин волнений, грусти и тому подобного. Он был большой сторонник умеренности в еде и образе жизни, придавал большое значение движению и профилактике болезней. Дополнительно он считал, что врачебное воздействие должно быть минимальным, если болезнь поддаётся лечению диетой, незачем прописывать лекарства и т. п.
В медицине Рамбам твёрдо держался рационализма, уже в комментарии к Мишне он указывал, что действенность врачебных средств должна проистекать из разума или эмпирического опыта. Если лекарство не обладает таким свойством и содержит запрещённые компоненты, его применять нельзя.

### Астрономия
Примерно в период жизни Рамбама произошло осознание противоречия между астрономической системой Птолемея и космологией Аристотеля. Проблема заключалась в том, что эпициклы и эксцентры не отвечают строго геоцентрической физике. Это вызвало так называемый «Андалусийский бунт», возглавленный на родине Маймонида астрономом Ал-Битруджи. По-видимому, Рамбам считал, что небесные тела постижимы, хотя бы на причинно-следственном уровне, и, по-видимому, он внёс изменения в систему эксцентров в «Путеводителе» и эпициклов в «Мишне Тора», а также исправил комментарии Джабира ибн Афлах к «Альмагесту». В «Мишне Тора» содержится оригинальный алгоритм вычисления видимости лунного диска, который первоначально был описан в отдельном сочинении на иврите. Метод восходит, по-видимому, к Ал-Баттани с модификациями индийских астрономов. Маймонид был последовательным и резким противником астрологии.

### Физика
Маймонид дал оригинальное краткое систематическое изложение аристотелевской физики на базе двадцати пяти исходных положений с доказательствами из самого Аристотеля и его комментаторов. Двадцать шестое положение об исходной вечности Рамбам считает недоказанным и, что сам Аристотель считал его недоказанным. Изложение физики содержит некоторые идеи не из Аристотеля и вызвало ряд комментариев, в том числе мусульманина Мухаммед ибн Бакр Аль-Табризи.

### Математика
Видимо, Рамбам написал несколько сочинений по математике, среди них — исправления к математической энциклопедии Юсуфа аль-Мутамида. До наших дней сохранились лишь заметки к «Коническим сечениям» Аполлония Пергского, а также методу расчёта в астрономических отделах «Мишне Тора». Рамбам, по-видимому, первый, утверждает в Комментарии к Мишне, что число π невозможно точно вычислить, и не потому, что не хватает знаний, а потому, что такова природа этого числа.

## Труды

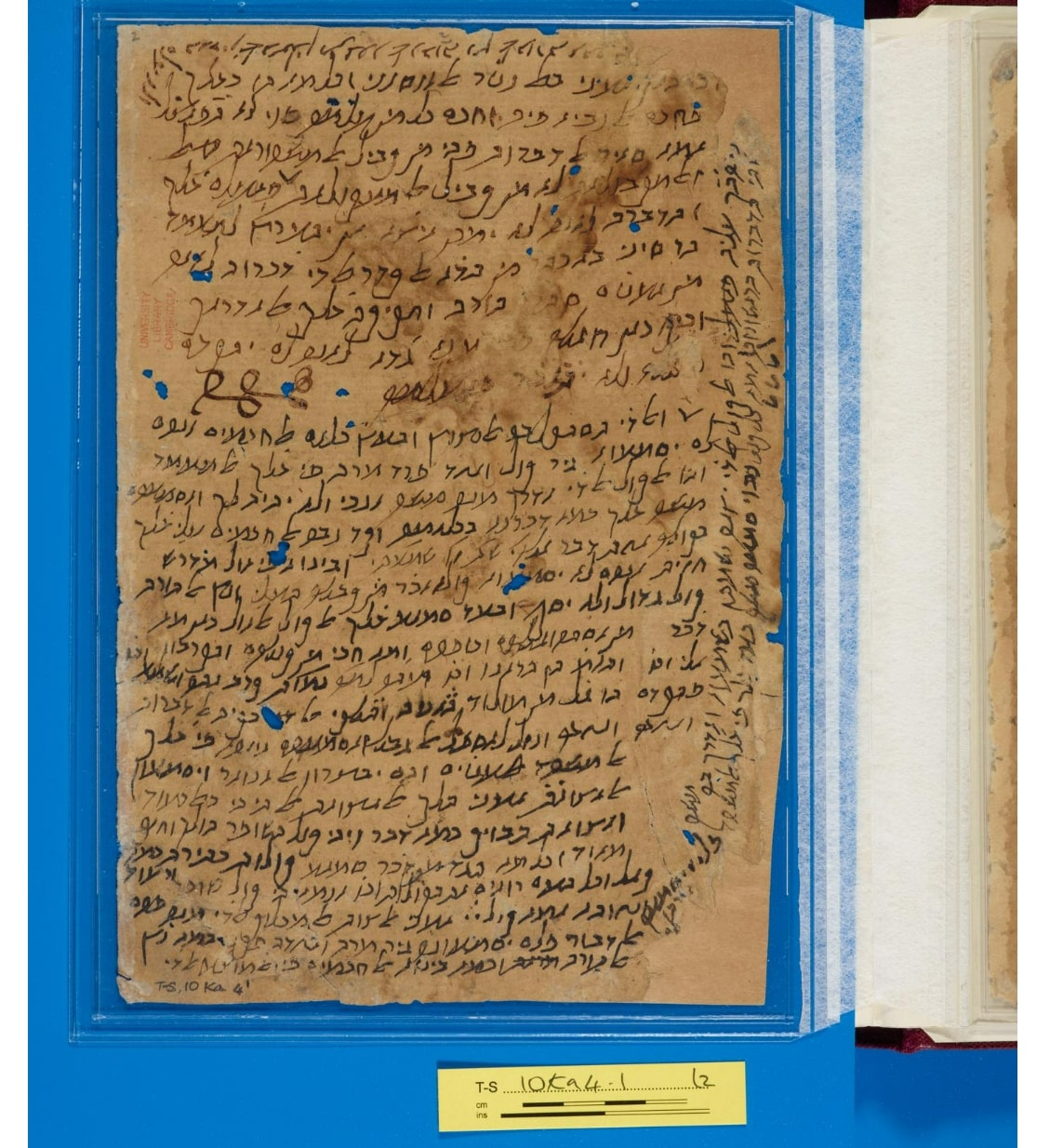
Страница рукописи «Путеводителя растерянных» Рамбама. Арабский язык, записанный еврейскими буквами

Труды Маймонида были найдены в конце XIX века в синагоге в Фустате, пригороде Каира.
Маймонид является автором комментария к Мишне, галахического кодекса «Мишне Тора» (также называемое «Йад хазака») и философского труда «Путеводитель растерянных» (ивр. מורה נבוכים‎, Морэ Невухим).
Также Рамбам написал список 613 заповедей, обосновав какие из приказов Торы входят в это число, а какие нет («Сефер hамицвот»).
Им написаны труды по медицине и юриспруденции. Маймонид писал по-арабски (кроме Мишне Тора) и его сразу переводили на иврит.
Не все его работы обращаются одинаково ко всем читателям и поэтому не могут рассматриваться на одном уровне, ибо Маймонид исходил из положения, что люди находятся на разных уровнях духовного развития и истину воспринимают именно на своём уровне, поэтому тексты «Мишне Тора» и «Комментарии к Мишне» адресованы простым верующим, короткие трактаты и ответы на вопросы — соблюдающим заповеди, а «Путеводитель растерянных» — стремящимся к умозрительным предметам.

### Комментарий к Мишне
Комментарий Рамбама был написан на арабском языке и ставил своей задачей объяснение тех законов и понятий Мишны, некоторые вызывали затруднение у несведущего в Талмуде читателя. Кроме того, как объяснил сам Маймонид в «Послании о воскрешении из мёртвых», он убедился, что изучение Талмуда не даёт человеку философских знаний, и встречаются люди, которые думают, что у Бога есть тело. Это привело Рамбама к осознанию необходимости вводить философию в галаху, что было сделано уже в комментарии к Мишне.
Маймонид начал составлять свой труд в возрасте двадцати трёх лет и закончил в возрасте тридцати, уже в Фустате. Но и после завершения труда он многократно возвращался к нему и вносил изменения. Исследователи нашли десятки и даже сотни таких изменений, как в прижизненных изданиях, так и в рукописях, написанных собственной рукой Рамбама. Одно из следствий такой нескончаемой правки было появление множества вариантов книги, что было ещё усугублено необходимостью перевода на иврит, неизбежно связанной с расхождениями среди переводчиков.
Этому есть несколько причин. Во-первых, во время написания «Мишне Тора» Рамбам провёл титаническую работу по кодификации закона, просмотрел множество труднейших мест Гемары, что не могло не сказаться на понимании Мишны. Во-вторых, Рамбам пересмотрел и то, как надо сообщать массам трудные философские понятия, так что некоторые изменения появились уже после написания «Путеводителя растерянных». В-третьих, и это сам Рамбам приводил в качестве объяснения, он постепенно освободился от влияния авторитета багдадских гаонов и приобрёл больше уверенности в своих решениях.
Комментарий к Мишне являлся пионерской работой, так как комментариев к Мишне, как отдельной книге, до этого практически не существовало. Более того, палестинская традиция изучения Мишны как самостоятельной книги в средние века полностью исчезла, и Рамбам её восстановил и подчеркивал важность изучения Мишны. Комментарий явился также подготовительной работой к главному труду по галахе — «Мишне Тора». В комментарии к Мишне проявилась и другая характерная особенность метода Рамбама — введение философии в галаху.
Рамбам написал предисловия к каждому из разделов и трактатов Мишны, в которых объясняет основные понятия, разбираемые в трактате и также место, занимаемое конкретным трактатом в конкретном разделе Мишны. При этом, естественно, используется Гемара. Интересно, что Рамбам придаёт относительно большой вес решениям Иерусалимского Талмуда, там где он расходится с Вавилонским.
Особо важным для изучения стали три предисловия среди всех входящих в комментарий Рамбама. Это:
- предисловие к Мишне, где Рамбам разбирает принципы развития Устной Торы и формирования текста Мишны
- предисловие к трактату Авот, так называемые «Восемь глав» (ивр. שמונה פרקים‎, Шмонэ праким), где обсуждается устройство души человека
- предисловие к главе «Хелек» трактата Санхедрин, в которой, в частности, сформулированы 13 основ веры.

Эти предисловия иногда издаются отдельно от комментария к Мишне. К некоторым другим разделам, например, «Законы ритуальной чистоты» Рамбам предпослал предисловия меньшего размера, где закладываются общие правила, по которым можно понять законы последующей главы.

### Книга заповедей
Параллельно с работой над комментарием к Мишне, видимо, когда работа близилась к концу, Рамбам написал «Книгу заповедей», являющуюся списком всех 613 заповедей Торы. Это сочинение обычно печатается как введение к «Мишне Торе», и действительно, в начале каждой части «Мишне Торы» приводится, какие именно заповеди там покрываются.

### «Мишне Тора»
За долгое время в текст труда «Мишне Тора» Рамбама вкрались многие ошибочные формулировки как в отдельных галахических постановлениях, так и в разделении на галахот и в иллюстрациях. Источником таких изменений были ошибки переписчиков рукописей, укоренившиеся позднее в печатных изданиях (уже после смерти Рамбама), редактирование некоторых переписчиков, которые «исправляли» текст в соответствии со своими взглядами, христианская цензура, которая во многих местах меняла текст в нужном ей направлении (например, в теме половых отношений). Если добавить к этому, что сам Рамбам несколько раз правил текст, то станет понятно, что вариант, который есть у нас сегодня, далёк от оригинального текста самого Рамбама.
Чтобы восстановить оригинальный текст необходимо обращаться к рукописям и изданиям, которые не были отредактированы переписчиками и которые не прошли через христианскую цензуру. Очень часто вопросы и недоумения по поводу текста Рамбама возникали и возникают именно из-за недостоверных вариантов текста, и после восстановления оригинала как правило решаются практически все противоречия.
Во второй половине XX века вышли в свет четыре научные издания «Мишне Тора»:
- издание Шабтая Френкеля, которое включает комментарии «классических» и других комментаторов, а также усовершенствованную систему индексов.
- издание рава Йосефа Каппаха, которое основывается на древних рукописях из Йемена и которое включает в себя также сокращенное изложение дискуссий комментаторов Рамбама по поводу некоторых положений его текста.
- издание «Яд пшута» («Протянутая рука»[K 2]) рабби Нахума Рабиновича, которое основывается на нескольких рукописных экземплярах «Мишне Тора» (каждая из частей «Яд пшута» основывается на другой рукописи, в зависимости от определения её аутентичности), а также комментарии рава Рабиновича к Мишне Тора. До сих пор отпечатана половина серии.
- издание «Мишне Тора в точном виде» рава Ицхака Шилата, в которое не включены комментарии и в котором дан текст печатных изданий в сравнении с проверенной версией текста. До сих пор вышли в свет четыре тома, и в будущем предполагается выпускать по два тома в год.

### «Путеводитель растерянных»

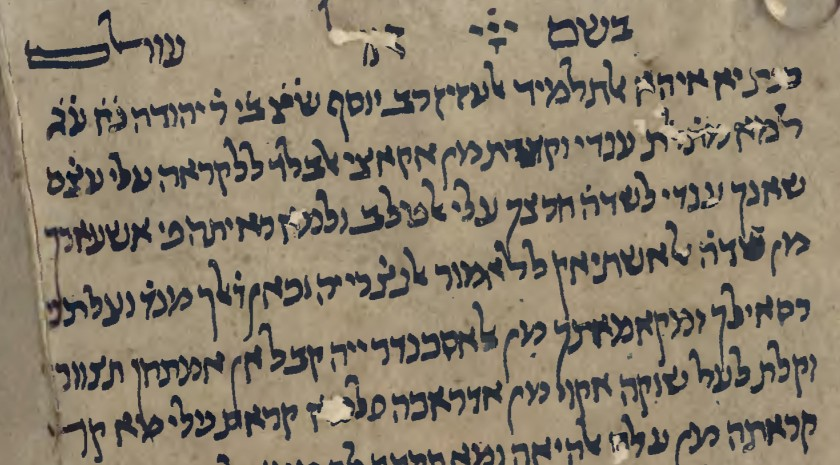
Йеменская рукопись Путеводителя XIII—XIV веков

Трактат написан с намеренной двусмысленностью, автор в предисловии даже заклял читателя не раскрывать секреты, содержащиеся в книге. В первой половине первой части речь идёт о танахических и талмудических выражениях, которые не следует воспринимать буквально; во второй половине этой части описываются Божественные атрибуты, а также критикуются мутакаллимы.
Вторая часть посвящена философским доктринам и пророчествам. Третья часть аллегорически объясняет «деяния Колесницы» (Маасе Меркава — мистическое знание, учение о различных визионерских практиках), далее говорит о провидении и конце мира, объясняет Книгу Иова, делает исторический обзор религий и обрядов, а в конце обсуждает проблему религиозных предписаний.
Таинственность книги породила множество попыток и комментариев, написанных с целью раскрыть секрет, начиная с первого переводчика Шмуэля ибн Тиббона и далее череду авторов: Моисей (Моше) из Салерно, Зерахия бен Шеалтиэль, Шем Тов Фалакера, Йосеф Каспи, Авраам Абулафия, Йосеф Джикатила, Моисей из Нарбонны, Шем Тов Бен Йосеф Ибн Шем Тов и Ицхак Абарбанель. Мусульманский учёный Мухаммед ибн Бакр Аль-Табризи был одним из тех, кто написал обширные глоссы к изложению аристотелевской физики у Маймонида и отметил новые идеи, происходящие не из Аристотеля. Интерес к «Путеводителю» вновь вырос в эпоху Просвещения, как свидетельствуют об этом сочинения Моше (Мозес) Мендельсона и в особенности комментарий Соломона Маймона. После первоначального периода отрицания, его подхватили и мистики, так Хаим Виталь даже утверждал, что он сам — реинкарнация Маймонида. Путеводитель комментируют и в наши дни.
Современный исследователь Моше Хальберталь говорит о четырёх возможных способах прочтения Путеводителя:
- скептический (о границах философского познания)
- мистический (возможность нерационального познания после исчерпания возможностей рационального)
- консервативный (защита сотворения мира от доводов философов)
- философский (переосмысление основных понятий еврейской религии на основе философии).

## Историческое значение деятельности Рамбама для иудаизма
В области галахи Рамбам ставил перед собой задачу разрешить все споры и создать единый универсальный и доступный кодекс закона. Несмотря на то, что он создал общепризнанный уникальный шедевр огромного для иудаизма значения, он не достиг главной задачи: сама книга «Мишне Тора» породила множество толкований и споров, кроме того более поздняя галаха далеко не всегда идёт по Рамбаму.
Рамбам решительно боролся с овеществлением Бога, то есть допущение тела у Создателя (так называемый соматизм), в этом Рамбам вполне преуспел.
Список догматов веры по Маймониду является наиболее популярным списком такого рода, хотя подвергался пересмотру более поздними мыслителями. Истинное значение догматов Рамбама, однако, далеко не всегда известно «рядовым верующим».
Борьба Рамбама за синтез науки, философии и иудаизма в историческом масштабе дала образец того, что не надо бояться знаний из разных областей и закрывать глаза на всё «чужое», а можно и нужно пытаться синтезировать их с религиозной традицией. Однако конкретные решения предложенные Рамбамом встретили значительное сопротивление, а затем и вовсе были отвергнуты вместе с философией и физикой Аристотеля и его школы.
Многие исследователи, а первый, видимо, известный историк еврейства Генрих Грец утверждали, что каббала развилась, как противовес науке и западной философии в лице Рамбама. Более того, утверждают, что и философия Рамбама развилась в значительной степени как реакция на прото-каббалу. Если это верно, деятельность Рамбама по борьбе с зарождающейся каббалой парадоксально привела к её развитию и усилению её позиций как центрального течения иудаизма.
Тем не менее, пример Рамбама вдохновил на борьбу за синтез в ряде более поздних эпох. Например, Нахман Крохмаль написал «Путеводитель растерянных нашего времени» где место перипатетиков занимает философия Гегеля.
Книгу под названием «Новый путеводитель растерянных» начал писать Авраам Ицхак Кук, хотя и не довёл замысел до воплощения.
Значение Рамбама лучше всего выражается популярной фразой: «от Моше до Моше не было такого Моше».

### Полемика вокруг наследия Маймонида
Полемика вокруг идейного и литературного наследия Маймонида принимала временами очень острый характер даже с сожжением книги и взаимными экскоммуникациями (отлучениями). Уже при жизни галахические решения Маймонида были подвергнуты критике гаонами, кроме того, он был обвинён в отступлении от одной из основ веры — веры в воскрешение из мёртвых. В 1230—1235 годах возникла вторая волна полемики вокруг философии и галахи, а в начале XIV века и третья волна, снова вокруг философии и аллегорического толкования Библии.
Основными противниками Маймонида были Авраам бен-Давид из Поскьера, Йона Геронди, Шломо бен Адерет, более гибкую позицию занимал Нахманид. В целом противодействие учению Рамбама было связано с отрицанием чуждой философии и противопоставлением ей собственного учения каббалы, хотя были и каббалисты — сторонники, как Авраам Абулафия.
Противники Рамбама находились под влиянием христианского преследования ересей и даже выражали восхищение деятельностью инквизиции. Они обратились к последней и инициировали сожжение книг Маймонида как еретических. Отрезвляющим обстоятельством явилось воспоследовавшее сожжение ценных невосполнимых андалузских рукописей Талмуда всё той же инквизицией в 1242 году.
Некоторые были недовольны идеей Маймонида заменить изучение Талмуда на изучение «Мишне Тора». Такие критики как Нахманид усматривали отрицание Рамбамом существование духов и чертей как покушение на авторитет Талмуда, каббалы и даже «науки» некромантии.

## Увековечение памяти
- В 1983 году банк Израиля выпустил банкноту достоинством в 1000 шекелей с изображением Маймонида. В 1986 году, после деноминации, заменена на банкноту достоинством в 1 новый шекель.
- В 1988 году банк Израиля выпустил монету номиналом один новый шекель, с изображением Рамбама.
- Российско-Израильский медицинский центр «Рамбам» в Москве
- Именем Маймонида названа Государственная классическая академия имени Маймонида, открывшаяся в Москве в 1992.
- Медицинский центр Рамбам в Хайфе.
- школа «Маймонидес»[англ.] в Массачусетсе

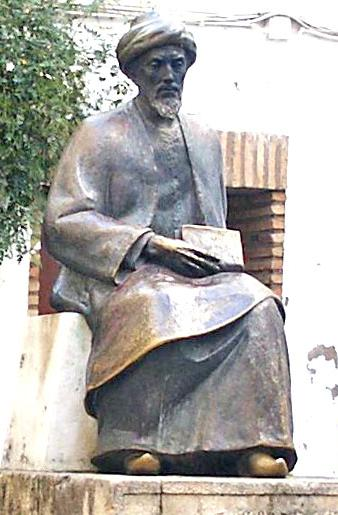
Памятник Маймониду в Кордове. Памятник и мемориальная плита установлены в честь 800-летия со дня его рождения
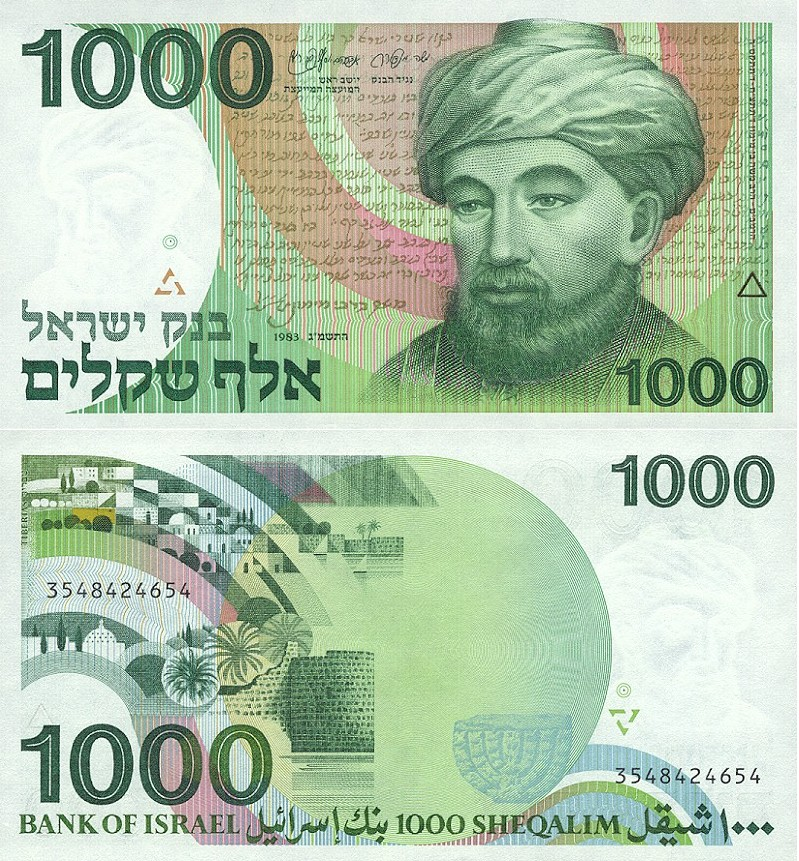
Банкнота достоинством 1000 шекелей 1983 года выпуска, посвящённая Рамбаму
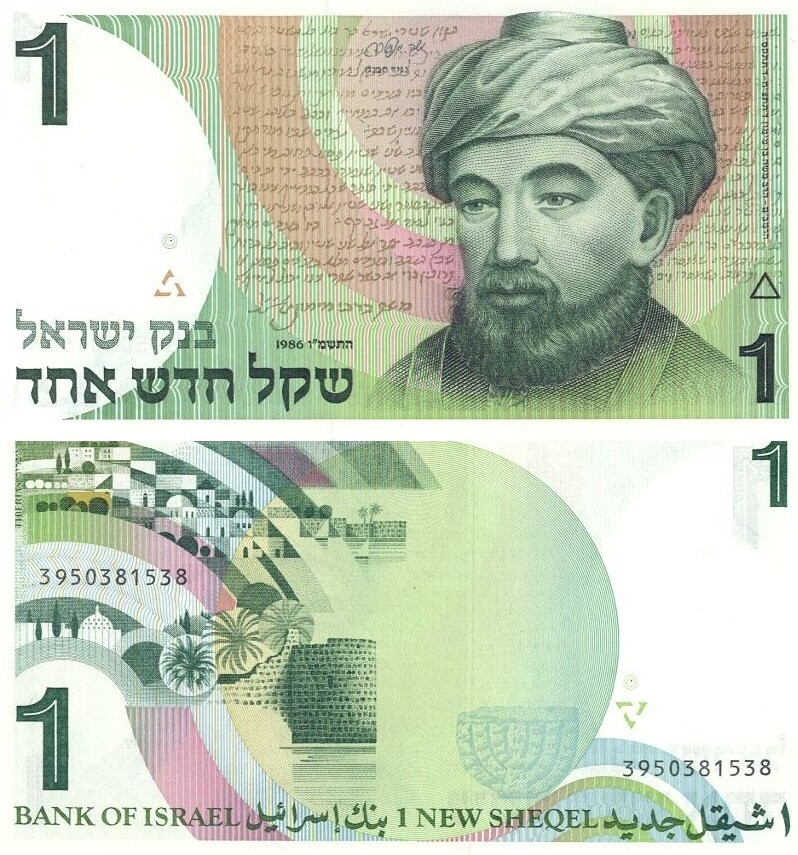
Банкнота достоинством 1 новый шекель 1986 года выпуска, посвящённая Рамбаму
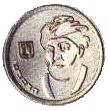
Монета номиналом 1 новый шекель 1988 года. Специальный выпуск с портретом Маймонида. Аверс

## Комментарии
1. ↑  В некоторых рукописях вместо Монпелье стоит Марсель, историки считают более правильным Монпелье
2. ↑  И, в то же время, «Простая рука», в отличие от названия труда Рамбама — «Яд хазака», то есть «Сильная рука».

## Сочинения
- Рабби Моше бен Маймон (Рамбам). Пер. и коммент.  М. А. Шнейдера. Путеводитель растерянных = The Guide for the Perplexed. — 1-е изд. — Иерусалим, Москва: Гешарим, Мосты культуры, 2000. — Т. 1. — ISBN 5-93273-043-9.
- Рабби Моше бен Маймон (Рамбам). Пер. и коммент. М. А. Шнейдера. Путеводитель растерянных = The Guide for the Perplexed. — 2-е изд. — Иерусалим, Москва: Гешарим, Мосты культуры, 2010. — Т. 1. — ISBN 5-93273-043-9.
- Рабби Моше бен Маймон (Рамбам). Пер. и коммент. М. А. Шнейдера. Мемориальние издание, ошибочно указан 2010 год. Добавлена статья "От научного редактора" Ури Гершовича, стр. IX-X. Путеводитель растерянных = The Guide for the Perplexed. — 3-е изд. — Иерусалим, Москва: Гешарим, Мосты культуры, 2021. — Т. 1. — ISBN 5-93273-043-9.
- Рабби Моше бен Маймон (Рамбам). Перевод на иврит: M. Шварц. Путеводитель растерянных = מורה נבוכים. — Тель-Авив: Издательство Тель-Авивского университета, 2003. — Т. 1—3. — ISBN 5-93273-043-9. Архивировано 28 июля 2011 года.
- Маймонид, перевод М. А. Шнейдера. Главы из книги Мишнэ Тора. — Иерусалим: Шамир, 1985. — 256 с. — ISBN 978-5-7516-0866-8.
- Маймонид. Издание И. Шейлата. Послания Маймонида. Полное и исправленное по рукописям издание = ивр. איגרות הרמבם‎ (иврит). — Маале-Адумим—Иерусалим: Издательство Шейлат, 1995. — Т. 1.
- Маймонид. Издание И. Шейлата. Послания Маймонида. Полное и исправленное по рукописям издание = ивр. איגרות הרמבם‎ (иврит). — Маале-Адумим—Иерусалим: Маалиёт при йешиве Биркат-Моше, 1993. — Т. 2.
- Маймонид. Предисловия Маймонида = ивр. הקדמות הרמבם‎ (иврит). — Иерусалим: Издание И. Шейлата, 1996.
- Маймонид. Перевод с ивритского текста на русский Натана Файнгольда. Послание в Йемен = ивр. איגרות תימן‎. — Иерусалим: Амана, 1984.
- Рамбам. Русский перевод: Гиль, Пинхас и Рапопорт, Н.З. Сборник трудов / Брановер Г.. — Иерусалим: Шамир, 2004. — 446 с. — ISBN 965-293-083-0. Архивировано 30 августа 2011 года.
- Moses Maimonides, translated from the original arabic text by M. Friedlander. Путеводитель заблудших = The Guide for the Perplexed (англ.). — 2. — Иерусалим: Evinity Publishing Inc., 1904. — Vol. 1—3. — 404 p. — ISBN 1420933833.
- Moses Maimonides. Trans. Arnold J. Wolf. Pereq Helek / Isadore Twersky. — West Orange N.J.: Behrman House, 1972. — 256 с. — ISBN 978-5-7516-0866-8.+
- Полный текст труда Маймонида в переводе на русский язык